# Zielonoświątkowy Kościół Boży
Zielonoświątkowy Kościół Boży (ang. Pentecostal Church of God) – chrześcijańskie wyznanie zielonoświątkowe, z siedzibą w Joplin, w stanie Missouri, w USA. Kościół jest członkiem National Association of Evangelicals, Światowej Konferencji Zielonoświątkowej i Zielonoświątkowych/Charyzmatycznych Kościołów Północnej Ameryki. W 2006 roku w Stanach Zjednoczonych liczył 117.000 członków, oraz 2.870 duchownych w 1.170 kościołach. W 2010 roku na całym świecie liczy ok. 620 tys. członków, w  4.825 zborach.